# Krausz Mayer és fiai Szeszgyára
A Krausz Mayer és fiai Szeszgyára, később Mezőgazdasági és Kémiai Ipartelepek Rt. Szesz- és Élesztőgyár, Likőr- és Rumgyár, Vegyészeti Gyár egy mára már megszűnt budapesti szeszipari létesítmény volt.

## Története
A gyárat 1852-ben, más források szerint 1853-ban alapították. A mai Diószegi Sámuel (korábbi Örömvölgy) utca és a Kőris utca sarkán lévő telekre épült fel (Diószegi Sámuel u. 8.). Eredeti neve Krausz-Moskovits Egyesült Ipartelepek Rt. volt.
1895 körül 80 munkást foglalkoztatott, gépeit egy 70 lóerős gőzgép hajtotta. Termékei ebben az időben szesz, élesztő, szárított moslék és maláta volt. A gyárat az 1990-es években bontották el.
Telke évek óta ennek ellenére nem épült be, a terület kihasználatlan, gyomnövényekkel borított. A gyár falainak alsó része 2022-ben még látható volt.
2024-es hírek szerint zöld sétányt fognak kialakítani a terület egy részén.
A terület alatt jelentős méretű (7700 négyzetméter) pincerendszer húzódik, amelyeket hajléktalanok szoktak használni.

## Korabeli térképes ábrázolások
- 1895-ös térkép
- 1903-as térkép
- 1908-as térkép

## Képtár

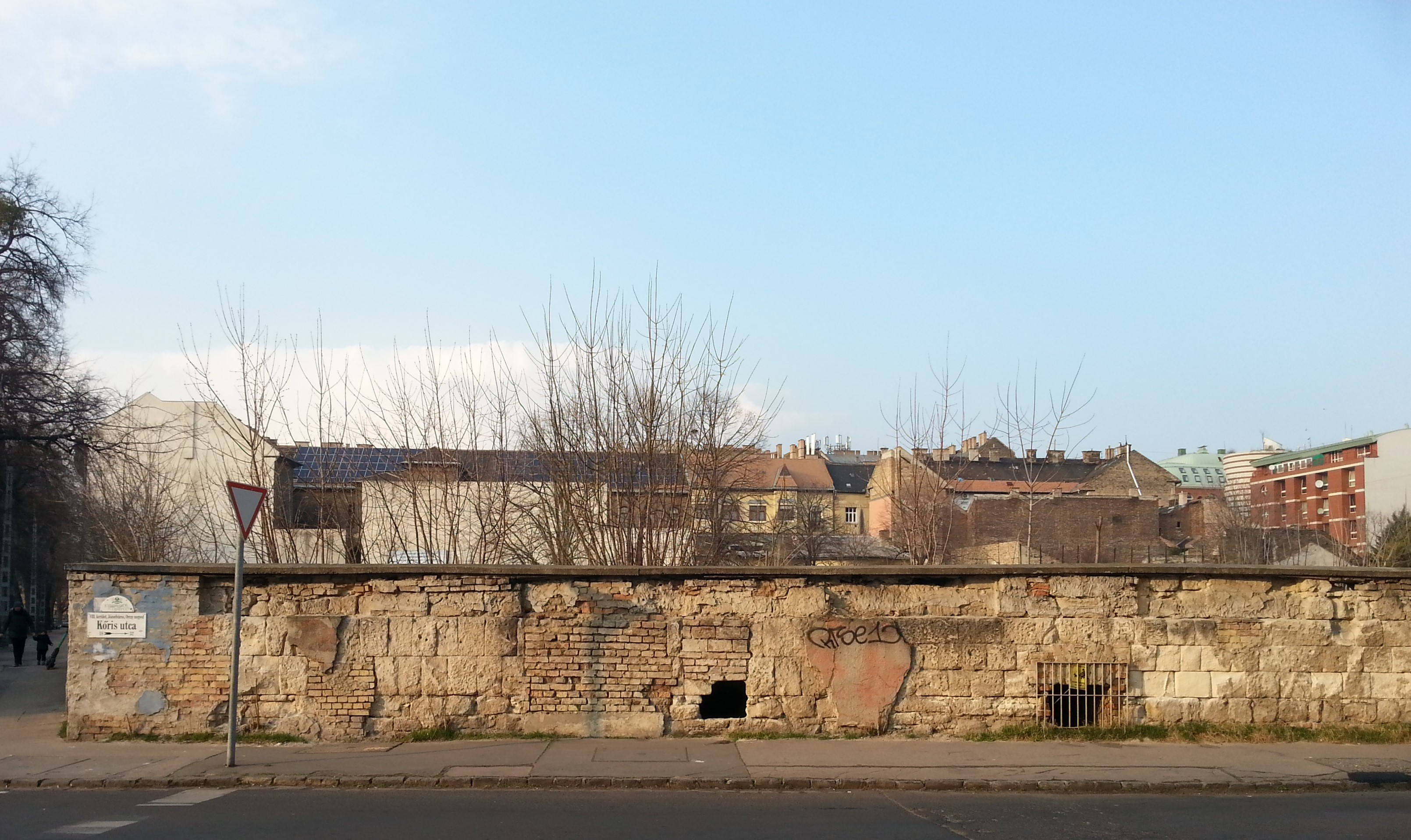
A gyár maradványai 2022 márciusában
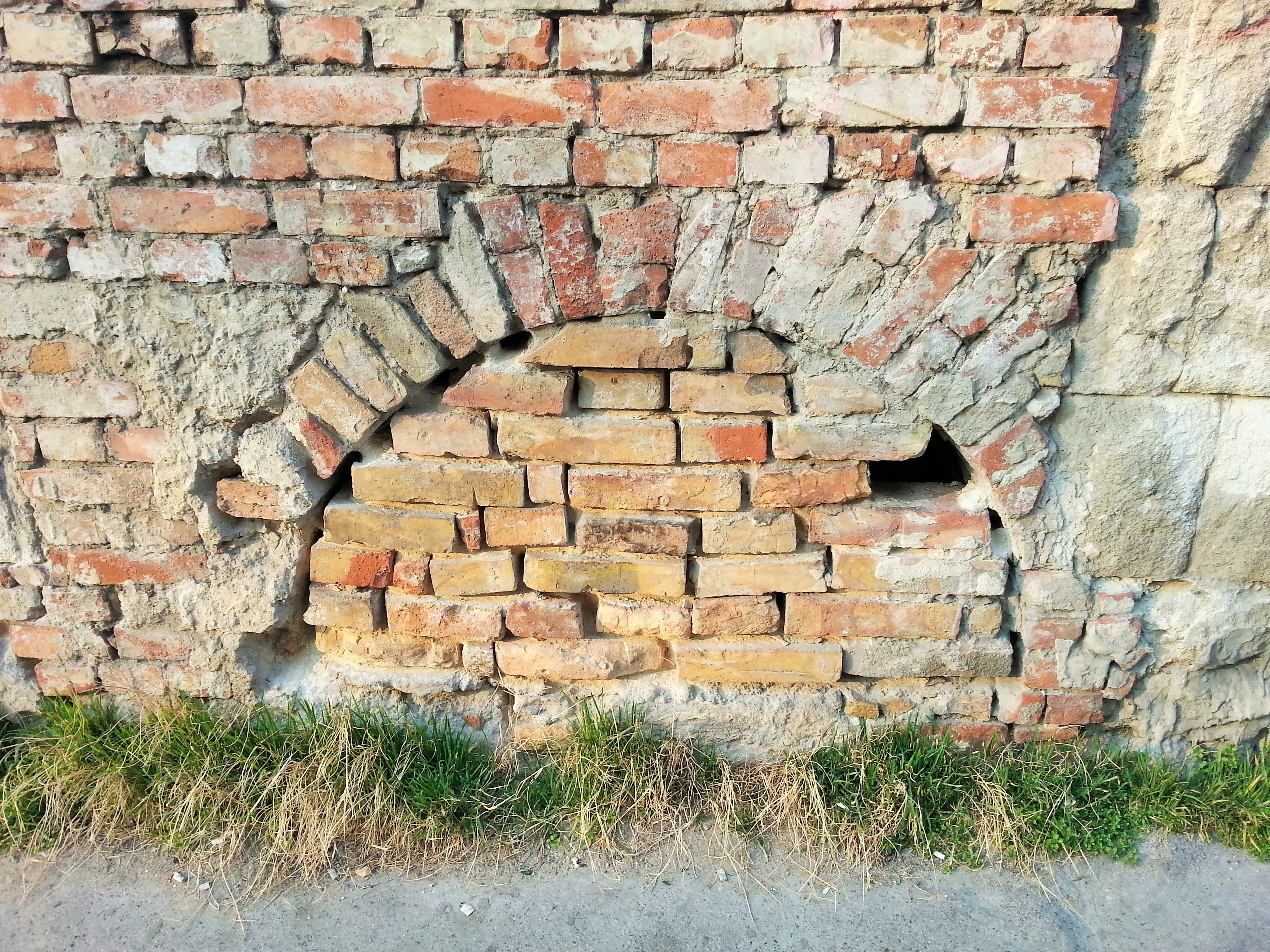
A gyár maradványai 2022 márciusában
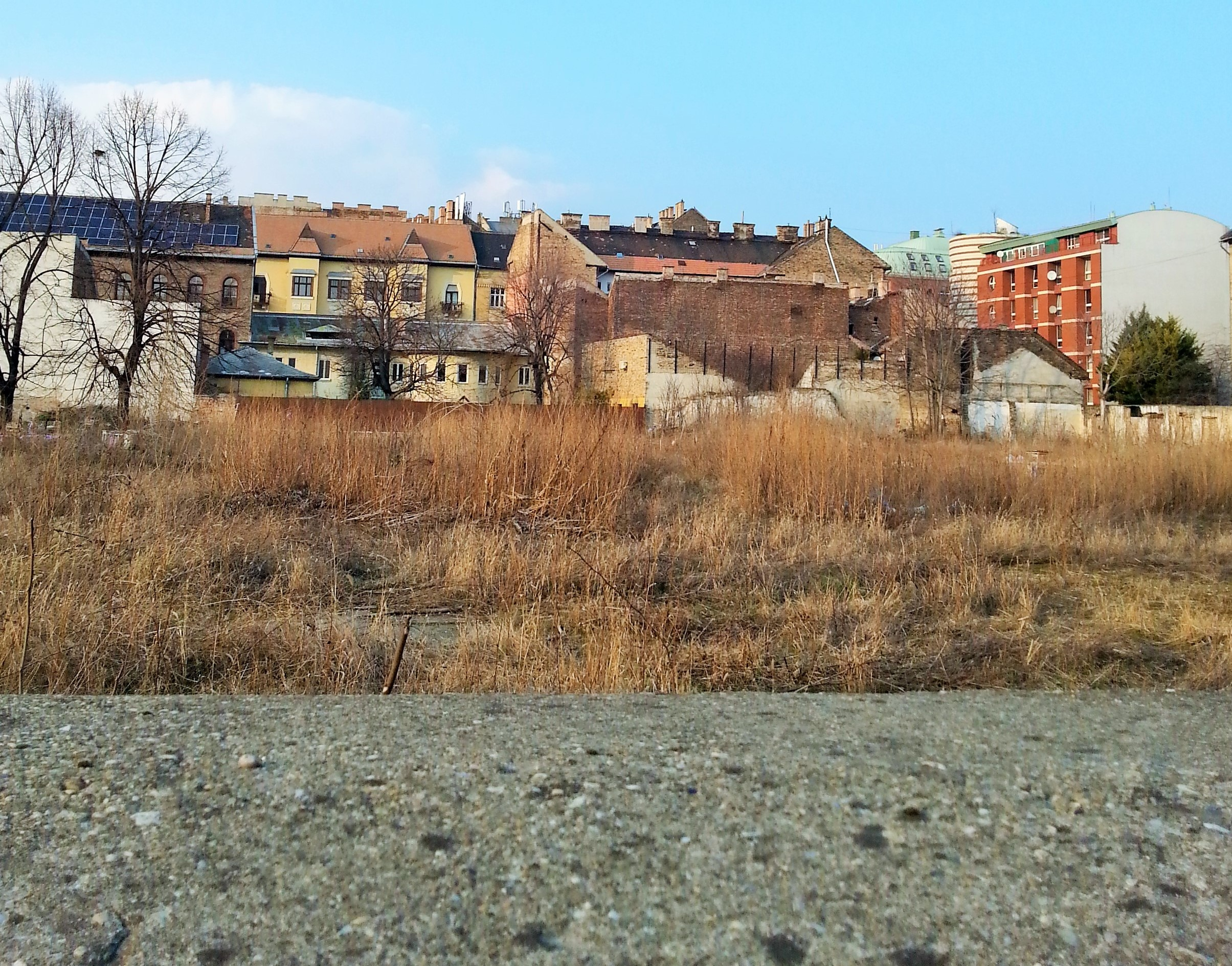
A gyár maradványai 2022 márciusában
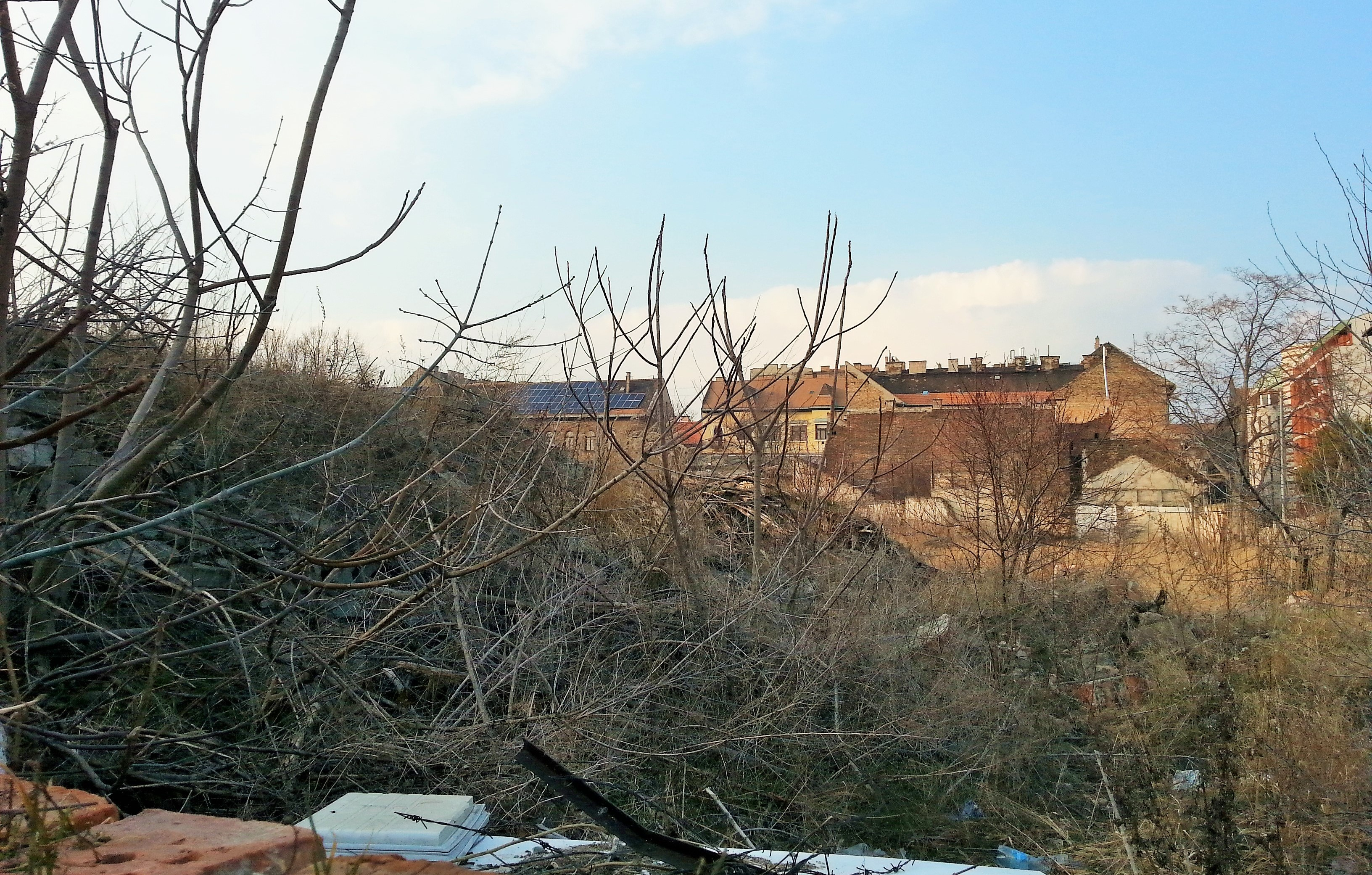
A gyár maradványai 2022 márciusában